# Pseudaulacaspis miyakoensis
Pseudaulacaspis miyakoensis är en insektsart som först beskrevs av Kuwana in Kuwana och Muramatsu 1931.  Pseudaulacaspis miyakoensis ingår i släktet Pseudaulacaspis och familjen pansarsköldlöss. Inga underarter finns listade i Catalogue of Life.